# یوکی یامادا
یوکی یامادا (به ژاپنی: 山田裕貴 Yūki Yamada)؛ زادهٔ ۱۸ سپتامبر ۱۹۹۰) بازیگر اهل ژاپن است. وی از سال ۲۰۱۰ میلادی تاکنون مشغول فعالیت بوده‌است.
از فیلم‌ها و سریال‌های تلویزیونی وی می توان به معلم بزرگ انیزوکا، زن قلعه‌دار، نائوتورا، فردای من، دیروز تو، آجین: نیمه-انسان و خانواده دزدها اشاره کرد.